# Marek Luzar
Marek Luzar – reżyser filmów animowanych, współrealizator programów telewizyjnych, dokumentalista, reżyser teatralny. Zajmuje się malarstwem, grafiką, scenografią, fotografią, filmem i animacją.

## Kształcenie się
Absolwent w 1988 Akademii Sztuk Pięknych im. Jana Matejki w Krakowie na Wydziale Malarstwa – dyplom w pracowni prof. Stanisława Rodzińskiego. W latach 1996–1998 studiował w Pracowni Filmu Animowanego prof. Jerzego Kuci na ASP w Krakowie.

## Charakterystyka dorobku
Brał udział w 32 wystawach zbiorowych m.in. w Krakowie, Warszawie, Bielsku-Białej, Toruniu. Zorganizował 24 wystawy indywidualne m.in. we Francji, USA, Polsce: w Krakowie, Bielsku-Białej, Żywcu, Warszawie, Bytomiu. W 2003 miał indywidualną wystawę rysunku i malarstwa Anioły i nie tylko... w Muzeum Archidiecezjalnym w Krakowie.
Jest dwukrotnym stypendystą Ministerstwa Kultury i Sztuki, stypendystą Fundacji Jana Pawła II w Rzymie, dwukrotnym stypendystą Wydziału Kultury i Sztuki Urzędu Miejskiego w Bielsku-Białej, stypendystą Miasta Wolfsburg i Deutsch-Polnische Gesellschaft w Wolfsburgu.
Jako reżyser pracował w Studio Filmów Rysunkowych w Bielsku-Białej w latach 1988–1994. W latach 1994–1995 był dyrektorem artystycznym Studio Betel – studio filmowe.
Od 1991 dla TVP zrealizował serię 13 odcinków filmów animowanych pod wspólnym tytułem Szkoła Mędrców (reżyseria, opracowanie plastyczne, animacja) według felietonów Marka Skwarnickiego z Tygodnika Powszechnego. Wraz z Markiem Skwarnickim był jednocześnie współscenarzystą serii.
W 1998 brał udział w realizacji dla TVP przez Telewizyjne Studio Filmów Animowanych serii Czternaście bajek z Królestwa Lailonii Leszka Kołakowskiego – odcinek pt. Czerwona łata (reżyseria, opracowanie plastyczne).
Współpracował z redakcją dziecięcą w TVP przy realizacji programu Gimnastyka buzi i języka.
Jest autorem filmów dokumentalnych: cykl pt. Chorwacki tryptyk, Peregrynacja obrazu Matki Boskiej Częstochowskiej, Rzymskie Rekolekcje, Podbeskidzie w Pielgrzymce Narodowej. W 1998 zrealizował widowisko teatralne dla dzieci w Bielsku-Białej w Teatrze Banialuka pt. Cudaczek Wyśmiewaczek (adaptacja, inscenizacja, reżyseria, scenografia). W 1999 współpracował z Grzegorzem Królikiewiczem jako scenograf w spektaklu Anhelli Juliusza Słowackiego w Teatrze Polskim w Bielsku-Białej i w spektaklu dla Teatru Telewizji.

## Filmografia

### Serial animowany
- 1994 – KRÓTKIE SPIĘCIE w SZKOŁA MĘDRCÓW Reżyseria, Scenariusz,
- 1993 – FORTEPIAN w SZKOŁA MĘDRCÓW Opracowanie plastyczne, Reżyseria, Scenariusz,
- 1992 – ULICA ZMARTWIEŃ I MARZEŃ, WILK I TOLERANCJA w SZKOŁA MĘDRCÓW Opracowanie plastyczne, Reżyseria, Scenariusz,
- 1991 – KALESONY SZCZĘŚCIA w SZKOŁA MĘDRCÓW Opracowanie plastyczne, Realizacja, Scenariusz,
- 1990 – REKSIO I PAW, REKSIO I SOWA w REKSIO I PTAKI Animacja,
- 1990 – SZALONY DUCH ROGERA w PODRÓŻE KAPITANA KLIPERA Animacja,

### Film animowany
- 2006 – Tryptyk rzymski – reżyseria, scenariusz, operator kamery, opracowanie plastyczne, scenografia, koproducent,

### Cykl filmowy animowany
- 1998 – Czerwona łata w Czternaście bajek z Królestwa Lailonii Leszka Kołakowskiego Animacja, Layout, Opracowanie plastyczne, Reżyseria,

## Spektakle Teatru Telewizji
- 1999 – Anhelli Współpraca scenograficzna,

## Nagrody filmowe
- 2008 – TRYPTYK RZYMSKI Warszawa - Częstochowa (Polonijny Festiwal Multimedialny "Polskie ojczyzny") II Nagroda w kategorii: Inne filmy i programy